# Joey Dee and the Starliters

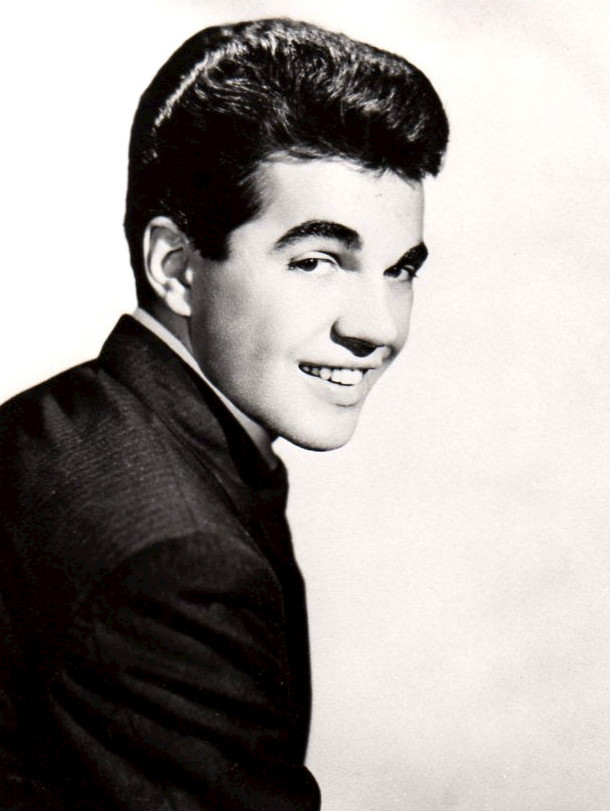
Joey Dee en 1962.

Joey Dee and the Starliters est un groupe musical américain créé en 1958 dans le New Jersey. Créé par Joey Dee, le groupe a été populaire au début des années 1960, avec notamment un grand succès : Peppermint Twist, sorti en 1961 et qui a été classé numéro 1 aux États-Unis.

## Membres[1]
- Joey Dee : chant.
- Carlton Latimor : chant.
- Willie Davis : batteries.
- Larry Vernieri : chant et danse.
- David Brigati : chant et danse.

Le groupe a également accueilli dans sa formation :
- Joe Pesci à la guitare et aux chœurs ;
- Felix Cavaliere, Gene Cornish et Eddie Brigati, futurs Young Rascals ;
- Jimi Hendrix en 1966.

## Discographie

### Singles
| Année | Face A/Face B Les deux faces du même album saufindications contraires | Label & numéro | U.S. Charts | U.S. Charts | Album                                    |
| Année | Face A/Face B Les deux faces du même album saufindications contraires | Label & numéro | Billboard   | Cash Box    | Album                                    |
| ----- | --------------------------------------------------------------------- | -------------- | ----------- | ----------- | ---------------------------------------- |
| 1960  | Shimmy Baby Face Of An Angel                                          | Scepter 1210   | -           | -           | The Peppermint Twisters                  |
| 1961  | These Memories (Bad) Bulldog                                          | Scepter 1225   | -           | -           | The Peppermint Twisters                  |
| 1961  | Peppermint Twist - Part I Part II                                     | Roulette 4401  | 1           | 2           | Doin' The Twist At The Peppermint Lounge |
| 1962  | Hey, Let's Twist / Roly Poly                                          | Roulette 4408  | 20 74       | 37 100      | Hey, Let's Twist! (B.O.)                 |
| 1962  | Shout Part I Part II                                                  | Roulette 4416  | 6           | 9           | Doin' The Twist At The Peppermint Lounge |
| 1962  | Everytime (I Think About You) - Part One Part Two                     | Roulette 4431  | 105         | 80          | Two Tickets To Paris (B.O.)              |
| 1962  | What Kind Of Love Is This Wing Ding (from All The World Is Twistin'!) | Roulette 4438  | 18          | 17          | Two Tickets To Paris (B.O.)              |
| 1962  | I Lost My Baby Keep Your Mind On What You're Doin'                    | Roulette 4456  | 61          | 61          | Joey Dee                                 |
| 1963  | The Girl I Walk To School Lorraine                                    | Bonus 7009     | -           | -           | Single sans album                        |
| 1963  | Baby, You're Driving Me Crazy Help Me Pick Up The Pieces              | Roulette 4467  | 100         | -           | Single sans album                        |
| 1963  | Hot Pastrami With Mashed Potatoes - Part I Part II                    | Roulette 4488  | 36          | 40          | Single sans album                        |
| 1963  | Dance, Dance, Dance Let's Have A Party                                | Roulette 4503  | 89          | 90          | Dance, Dance, Dance                      |
| 1963  | Ya Ya Fanny Mae                                                       | Roulette 4525  | -           | -           | Doin' The Twist At The Peppermint Lounge |
| 1963  | Getting Nearer Down By The Riveside                                   | Roulette 4539  | -           | -           | Single sans album                        |
| 1965  | Cry A Little Sometime Wing Ding (from All The World Is Twistin'!)     | Roulette 4617  | -           | -           | Single sans album                        |
| 1966  | Feel Good About It - Part I Part II                                   | Jubilee 5532   | -           | -           | Hitsville!                               |
| 1966  | Dancing On The Beach Good Little You                                  | Jubilee 5539   | -           | -           | Single sans album                        |
| 1966  | It's Got You She's So Exceptional (Single sans album)                 | Jubilee 5554   | -           | -           | Hitsville!                               |
| 1967  | Can't Sit Down Put Your Heart In It                                   | Jubilee 5566   | -           | -           | Single sans album                        |
| 1967  | How Can I Forget (Instrumental)                                       | Caneil 100     | -           | -           | Single sans album                        |
| 1970  | Roses and Candy Kisses B-side unknown                                 | Tonsil 0003    | -           | -           | Single sans album                        |